# Коста (Ла Специја)
Коста је насеље у Италији у округу Ла Специја, региону Лигурија.
Према процени из 2011. у насељу је живело 137 становника. Насеље се налази на надморској висини од 303 м.